# Павлогірківська сільська рада
| Павлогірківська сільська рада — колишній орган місцевого самоврядування у Бобринецькому районі Кіровоградської області з адміністративним центром у с. Павлогірківка. Сільській раді підпорядковані населені пункти: - с. Павлогірківка - с. Бредихине - с. Поляна |

## Склад ради
Рада складається з 12 депутатів та голови.

### Керівний склад ради
| ПІБ                       | Основні відомості                                            | Дата обрання | Дата звільнення |
| ------------------------- | ------------------------------------------------------------ | ------------ | --------------- |
| Шикун Анатолій Васильович | Сільський голова, 1951 року народження, освіта, безпартійний | 26.03.2006   | 31.10.2010      |
| Мазенко Віра Василівна    | Сільський голова, 1959 року народження, освіта вища          | 31.10.2010   |                 |

Примітка: таблиця складена за даними джерела

## Населення
Згідно з переписом УРСР 1989 року чисельність наявного населення сільської ради становила 670 осіб, з яких 314 чоловіків та 356 жінок.
За переписом населення України 2001 року в сільській раді мешкало 589 осіб.

### Мова
Розподіл населення за рідною мовою за даними перепису 2001 року:
| Мова       | Відсоток |
| ---------- | -------- |
| українська | 97,12 %  |
| російська  | 1,19 %   |
| молдовська | 0,68 %   |
| білоруська | 0,34 %   |
| циганська  | 0,34 %   |
| інші       | 0,33 %   |